# Rectoria de Begudà
La Rectoria és una obra de Sant Joan les Fonts (Garrotxa) inclosa a l'Inventari del Patrimoni Arquitectònic de Catalunya.

## Descripció
És un edifici de planta rectangular, i teulat a dues aigües, situat en un pendent. Disposa de planta i dos pisos pel costat sud i planta i pis al costat est. La façana principal mira al sud i té dues grans arcades a la planta baixa, més una de cegada. A la façana oest, disposa d'una amplia eixida. Una de les pedres porta la data "1783".

## Història
Francesc Caula digué: "Han dit alguns historiadors que els monjos de Sant Joan posseïren una conreria i casa de salut o convalescència a Begudà, referint-se a l'actual rectoria. No hi ha res de tot això. L'actual casa rectoral era, antigament, molt més petita i fou habitada per una família pagesa que la tenia en domini directe dels senyors del castell de Mont-rós. La vídua d'un tal Pere Vilar la va vendre pel preu de 50 lliures a mossèn Pere Pontí, rector de Begudà, com a laica i privada persona, l'any 1573, qui la llegà en testament al seu nebot Anton Noguer Pontí, veí de Montagut. Aquest la va vendre pel preu de 42 lliures als pagesos de Begudà el 23 de maig de 1610, els quals la volien per a rectoria, de la qual n'estaven marcats, ja que la doma -avui Ca l'Escolà- era per a ús exclusiu del somer.